# Coefficient thermique
Le coefficient thermique est la dérivée logarithmique d'une grandeur physique par rapport à la température. Il permet de décrire la variation relative d'une propriété physique R, par rapport à une valeur de référence, lorsqu'elle varie en fonction de la température, mais que cette variation ne dépend elle-même que peu de la température, au moins sur la plage où cette quantité sera utilisée.

## Caractérisation

### Définition
La dérivée logarithmique d'une grandeur physique par rapport à la température est donnée par :
{\displaystyle \alpha _{R}={\frac {\partial }{\partial \mathrm {T} }}\ln(R)\ ={\frac {1}{R}}\cdot {\frac {\partial R}{\partial \mathrm {T} }}}  ou  {\displaystyle {\bar {\alpha }}={\frac {1}{R}}\cdot {\frac {\Delta R}{\Delta \mathrm {T} }}},
où les symboles représentent :
- T : la température ;
- R : une propriété physique ;
- α : le coefficient thermique de R à la température T ;
- ΔT : un intervalle de température ;
- ΔR : la variation correspondante de R ;
- α : le coefficient thermique moyen de R sur l'intervalle ΔT.

### Unité
La variation relative {\displaystyle \scriptstyle \Delta R/R} étant un rapport de deux grandeurs de même dimension, il s'agit toujours d'une grandeur intensive, c'est-à-dire indépendante de la taille du système physique considéré. Par ailleurs, l'inverse d'une température thermodynamique, laquelle est une grandeur intensive, est lui-même une grandeur intensive.
Le coefficient thermique αR  s'exprime donc en K–1 et est une grandeur intensive, quelle que soit la grandeur physique R de départ.

### Mesure
La mesure du coefficient thermique entre deux températures ne peut pas être faite directement. Elle se fait en mesurant ces grandeurs physiques à deux températures différentes et en ramenant l'écart éventuellement observé en proportion à la différence de température. Le coefficient moyen observé dans ces conditions sera :
{\displaystyle {\bar {\alpha }}_{R}={\frac {1}{R}}\cdot {\frac {\Delta R}{\Delta \mathrm {T} }}},
Dans la mesure où le coefficient thermique ne varie pas sensiblement avec la température dans cet écart de température, le coefficient moyen observé sera pris comme représentatif du coefficient de température, à « la température observée » (laquelle peut alors être prise comme la moyenne des températures observées).

### Fonction de la température
Si α peut raisonnablement être considéré comme constant dans l'intervalle [T0,T] (où T0 désigne une température de référence), il vient :
{\displaystyle R(T)=R_{0}\,(1+\alpha _{R}\,\Delta T),}
où :
- R0 = R(T0) ;
- ΔT = T – T0.

L'équation ci-dessus est une fonction affine de la température et cette représentation est le plus souvent suffisante pour de petites variations.
Dans le cas général, le coefficient thermique n'est pas nécessairement constant, ni même approximativement, mais peut varier suivant la température. Le coefficient thermique peut aussi être calculé pour des fonctions polynomiales ou logarithmiques de la température en l'approximant sur un intervalle de température donné.
Dans le cas des fonctions exponentielles de la température, comme le taux de réaction chimique que décrit la loi d'Arrhenius, le coefficient thermique n'est assimilable à une constante que pour un très petit intervalle de température.

## Fenêtres
On dit parfois « coefficient thermique » au lieu de « coefficient de transfert thermique » (Uw, Uf et Ug ; indices w pour window (« fenêtre »), f pour frame (« cadre ») et g pour glass (« verre »), une mesure de l'isolation des fenêtres. Ces coefficients s'expriment en W·m−2·K−1.